# Paperboy
Paperboy é um jogo eletrônico de arcade, desenvolvido em 1985 pela Atari Games. Os jogadores tomam o papel de um menino entregador de jornais que faz o seu trabalho ao longo de um bairro suburbano em sua bicicleta. A conversão para o NES foi o primeiro jogo desenvolvido nos Estados Unidos para o console e, coincidentemente, a versão do Master System foi o primeiro jogo desenvolvido no Reino Unido para tal console. O jogo foi inovador para a época, devido ao seu tema e novos controles.

## Jogabilidade
O jogador controla um entregador de jornais em uma bicicleta ao longo de uma rua suburbana, que é exibido em uma cabine com visão de perspectiva (ou projeção oblíqua). O jogador tenta entregar uma semana de jornais diários para assinantes, tenta também vandalizar os lares dos não assinantes e deve evitar os perigos ao longo da rua. Os assinantes são perdidos por falta de entrega ou por danos em suas casas, e podem ser recuperados após um perfeito dia de entrega.
O jogo começa com uma escolha de um destes níveis de dificuldade: Easy Street, Middle Road e Hard Way. O objeto do jogo é entregar perfeitamente os jornais para assinantes durante uma semana inteira e evitar a queda (que conta como uma das vidas do jogador) antes de terminar a semana. O jogo tem a duração de sete dias no jogo, de segunda a domingo.
Controlando o entregador com o guidão, o jogador tenta entregar jornais aos assinantes. Cada dia começa por mostrar uma visão geral da rua indicando assinantes e não-assinantes. As casas dos assinantes e as dos não-assinantes também são fáceis de discernir no próprio nível: estas são escuras, enquanto aquelas têm cores brilhantes.

### Entregando os jornais
O entregador começa o seu percurso no início da rua (parte inferior da tela) e avança para o final. O jogador pode controlar a velocidade do ciclista, mas ele não pode parar de ir para a frente até o turno do seu dia (ou seja, o nível) acabar. No caso do arcade original, se ele ficar parado ou lento por mais de alguns segundos, um enxame de abelhas aparecerá. Para cada entrega diretamente na caixa de correio de cada assinante, o jogador ganha 250 pontos. Para cada entrega na porta de cada assinante, o jogador só recebe 100 pontos. Os pontos são dobrados na dificuldade "Middle Road" e são triplicados na dificuldade "Hard Way". Também podem ser adquiridos pontos por matar plantas, correr sobre as flores ou jogar jornais nas janelas de casas de não assinantes.
Os objectivos principais do jogo são manter tantos assinantes quanto possível e permanecer vivo. Objectivos secundários incluem vandalizar as casas dos não-assinantes, e atingir os perturbadores com os jornais. Manter assinantes não apresenta dificuldades: é necessário apenas entregar um jornal por dia a eles. Enquanto o jogador pode entregar mais de um jornal a cada assinante, ele não pode destruir a casa deles, como atirar um jornal em sua janela. Caso isso aconteça, o assinante, além de cancelar sua assinatura, pode definir armadilhas para o entregador no dia seguinte. Em níveis mais avançados, caso o entregador destrua alguma casa, o seu dono imediatamente corre atrás dele.
O jogador deve permanecer vivo evitando os obstáculos que aparecem ao longo da pista. Alguns deles incluem incômodos diários como hidrantes, bueiros, breakdancers, automóveis, skatistas (ou skateboarders), alcoólatras, crianças com carros de controle remoto, e até mesmo inimigos bizarros como tornados, gatos gigantes, e até mesmo a própria morte. O jogador também precisa cruzar intersecções da rua com sucesso, o que fica mais difícil a cada dia. Alguns obstáculos podem fornecer bônus para o jogador. Por exemplo, podem ser atingidos com um jornal o breakdancer e alguns homens brigando na rua para adquirir pontos extra.
Existem dois tipos de colisões possíveis a partir da colisão com obstáculos: "%#@*!" e "SMACK!". A primeira resulta de batidas com obstáculos que são partes integrantes da paisagem, como hidrantes, cercas e placas de sinalização. A última resulta de obstáculos que não são parte integrante da paisagem: carros, pessoas, cães e abelhas.
Ao longo do caminho, o entregador pode pegar pacotes extras de papéis, porém ele pode levar apenas um número limitado. Estes são, às vezes, localizados em pontos de difícil acesso.
A 'Entrega Perfeita' é conseguida através da entrega bem sucedida para todos os assinantes. Este prêmio dobra pontos de bônus para cada casa em que o jornal foi entregue, bem como o restabelecimento de um assinante perdido - até um máximo de 10 das 20 casas podem ser assinantes. Se a 'Entrega Perfeita' é conseguida quando o jogador já tem 10 inscritos, pontos de bônus duplas ainda são concedidos, mas não há mais assinantes a serem adicionados.

### Pista de treinamento
O final de cada nível contém uma "pista de treinamento", com música única, que o jogador pode percorrer dentro de um certo tempo para ganhar pontos extras. Na pista há várias metas a serem atingidas com papéis, saltos, água e outros perigos. Dando um salto reabastece o estoque de papéis do entregador, além de ganhar pontos. Tal como acontece com o resto do nível, a dificuldade da pista aumenta ao longo da semana, com novos perigos adicionados a cada dia. Falhando na pista ou acabando o tempo termina o dia, mas não resulta na perda de uma vida. A conclusão bem sucedida da pista premia o jogador com um bônus para qualquer tempo restante.

### Recomeçando a entrega
No dia seguinte começa a visão geral do bairro novamente, com destaque para novos assinantes e não assinantes. Uma entrega perfeita gravada para o dia anterior resulta em um novo assinante. No dia seguinte em diante, a rua é mais difícil com mais obstáculos e carros mais rápidos.
O jogo termina com a entrega do domingo. A estrada está no nível mais difícil, não importa o nível que o jogador tenha selecionado, e os papéis do domingo são mais pesados e voam mais lentamente. O êxito na entrega dos jornais deste dia termina o jogo, mas em um jornal com a seguinte manchete: "Paperboy Wins Award For Outstanding Paper Delivery" (Menino recebe prêmio por se destacar na entrega de jornais), completo com uma imagem do entregador segurando um troféu.
Perder todas as vidas também termina o jogo, mas com a manchete: "Paperboy Calls It Quits" (Entregador de jornais sai do emprego). Fazendo com que todos os assinantes cancelem suas assinaturas pela não entrega do jornal ou pelo vandalismo de suas casas resulta em uma manchete: "Paperboy Fired" (Entregador de jornais é demitido), juntamente com uma voz digitalizada que afirma: "You're fired!" (Você está demitido!).
A versão original do jogo inclui uma série de clipes de voz, usado tanto no comentário do narrador no início do jogo (por exemplo, "Paperboy... stopping at nothing in his valiant effort to save this land from TV journalism," - traduzido por "Paperboy... não parando por nada no seu valente esforço para salvar sua terra do telejornalismo,") quanto na voz do próprio entregador quando joga um papel em uma caixa de correio (por exemplo, "Now you have a friend in the paper business." - frase traduzida por: "Agora você tem um amigo no negócio de jornais.") ou perde uma vida (por exemplo, "I live a life of danger." - frase traduzida por: "Eu vivo uma vida perigosa."). Bater alguns obstáculos em particular podem desencadear clipes de voz específicos para o obstáculo (por exemplo, um satírico "Let's see you hang ten!" - "Vamos ver se você faz um hang ten!", quando atingido por um skatista, ou quando atingido por um homem em um triciclo, ele responde: "I hate that kid." - frase traduzida por "Eu odeio aquele garoto."). Clips de voz a partir de colisões só resultam de colisões "SMACK!".

## História

### Conversões
Paperboy recebeu conversões para consoles e computadores domésticos. Em algumas dessas versões, o entregador de jornais poderia ser uma menina, e não um menino.
Paperboy foi portado: para o BBC Micro e o Acorn Electron em 1986, por Andy Williams; para o Commodore 64, em 1986, por Chris Harvey e Neil A Bate; também em 1986, para o Amstrad CPC, o ZX Spectrum, o Commodore 16, o Apple II e o TRS-80 Color Computer. Dois anos depois, foi portado para os computadores DOS, o Apple IIGS e o console NES (a versão japonesa para o Famicom foi lançada em 1991). Em 1989, os computadores das linhas de 16-bit Commodore Amiga e Atari ST receberam suas versões do jogo. No ano seguinte, foram lançadas as primeiras versões portáteis, para o Game Boy e o Atari Lynx e a versão do Master System. A versão do Genesis/Mega Drive e a do Game Gear foram lançadas em 1991 (a do Mega Drive japonês em 1992). Houve também versões mais recentes, para o Game Boy Color (1999), para celulares J2ME (2005) e para iOS (18 de dezembro de 2009, edição de 25 anos do jogo).
Paperboy também foi incluído na coleção Midway Arcade Treasures, que contém clássicos jogos de arcade, para o Gamecube, o Playstation 2, o Xbox e computadores com sistema operacional Windows.